# Tarzan, apmannen
Tarzan, apmannen är en amerikansk film från 1981, regisserad av John Derek. 
Filmens handling kretsar kring Jane Parker, som spelas av Bo Derek, som även producerade filmen. Jane åker till Afrika efter att hennes mor har dött, för att leta upp sin far, John Parker (Richard Harris). I Afrika träffar Jane Tarzan, (Miles O'Keeffe, i sin debutroll). Tarzan visar sig inte vara en jätteapa som legenden säger, utan en mycket vacker man. 
Nakenscener med Bo Derek hjälpte filmen att bli en publiksuccé, men kritikerna sågade filmen. Leonard Maltin skrev att filmen fick honom att vilja införa ett nytt betygssteg, under det lägsta, på den betygsskala han använder.
Bo Derek fick en Razzie Award som sämsta skådespelerska och filmen nominerades i ytterligare fem kategorier.

## Rollista (urval)
- Bo Derek - Jane Parker
- Richard Harris - James Parker
- John Phillip Law - Harry Holt
- Miles O'Keeffe - Tarzan